# Wang Nan (tafeltennisser)

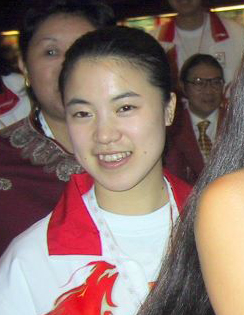
Wang Nan in 2001

Wang Nan (Fushun, 23 oktober 1978) is een Chinees voormalig tafeltennisster. Ze werd in 1999, 2001 en 2003 drie keer achter elkaar wereldkampioene. Daarnaast won de linkshandige shakehand-speelster gouden medailles op onder meer het enkel- én dubbelspeltoernooi van de Olympische Zomerspelen 2000. Van 1999 tot en met 2001 stond de Chinese op de eerste plaats van de ITTF-wereldranglijst.
Wang Nan werd in 2003 opgenomen in de ITTF Hall of Fame. Na afloop van de Olympische Zomerspelen 2008 deelde ze mee dat ze haar internationale carrière beëindigde. Haar laatste wapenfeiten waren een gouden medaille in het landentoernooi van de Spelen en een zilveren in het enkelspel.

## Entree wereldtoneel
Wang Nan maakte in 1998 een verpletterende entree in het internationale tafeltennistoneel door tijdens de Aziatische Spelen zowel het enkel-, dubbel-, gemengd dubbel- als ploegentoernooi te winnen. In hetzelfde seizoen won ze de ITTF Pro Tour Grands Finals, het elite-toernooi van de ITTF Pro Tour. De Chinese werd een jaar later  wereldkampioen dubbel- en enkelspelspel, waarna ze op de Olympische Spelen van 2000 dezelfde toernooien wederom won. In de tijd die erop volgde, bleek daarmee Wang Nans honger naar gouden medailles nog lang niet gestild.

## Belangrijkste resultaten
- Olympisch kampioene enkelspel 2000 (zilver in 2008)
- Olympisch kampioene dubbelspel 2000 (met Li Ju) en 2004 (met Zhang Yining)
- Olympisch kampioene landenteams 2008 (met China)
- Wereldkampioene enkelspel 1999, 2001 en 2003
- Wereldkampioene dubbelspel 1999, 2001 (beide met Li Ju), 2003, 2005 en 2007 (allen met Zhang Yining)
- Wereldkampioene gemengd dubbel 2003 (met Ma Lin)
- Winnares World Cup 1997, 1998, 2003 en 2007
- Verliezend finaliste Aziatisch kampioenschappene 1996 en  1998
- Aziatisch kampioene dubbelspel 1996 (met Li Ju)
- Aziatisch kampioene gemengd dubbel 1998 (met Wang Liqin)
- Aziatisch kampioene landenteams 1998

ITTF Pro Tour:
Enkelspel:
- Winnares ITTF Pro Tour Grands Finals enkelspel 1998 en 2001
- Winnares Amerika Open 1997 en 2000
- Winnares Libanon Open 1997
- Winnares China Open 1998, 2001, 2002 en 2006
- Winnares Japan Open 1999, 2000, 2001 en 2007
- Winnares Duitsland Open 1999
- Winnares Brazilië Open 2000
- Winnares Korea Open 2001
- Winnares Qatar Open 2002
- Winnares Griekenland Open 2004

Dubbelspel:
- Winnares ITTF Pro Tour Grand Final dubbelspel 1997, 1998, 1999 (allen met Li Ju), 2004 en 2006 (beide met Zhang Yining)
- Winnares Joegoslavië Open 1996 (met Li Ju)
- Winnares Libanon Open 1997 (met Li Ju)
- Winnares Qatar Open 1998 (met Li Ju), 2006 (met Zhang Yining) en 2007 (met Li Xiaoxia)
- Winnares Japan Open 1998 (met Li Ju)
- Winnares Oostenrijk Open 1999 (met Li Ju)
- Winnares Kroatië Open 2003 (met Zhang Yining)
- Winnares Duitsland Open 2003 (met Zhang Yining)
- Winnares Korea Open 2004 (met Zhang Yining)
- Winnares China Open 2004 en 2006 (beide met Zhang Yining)
- Winnares Koeweit Open 2006 en 2008 (beide met Zhang Yining)
- Winnares Singapore Open 2006 (met Zhang Yining)
- Winnares Frankrijk Open 2007 (met Guo Yan)

1988: Chen Jing ·
1992: Deng Yaping ·
1996: Deng Yaping ·
2000: Wang Nan ·
2004: Zhang Yining ·
2008: Zhang Yining ·
2012: Li Xiaoxia ·
2016: Ding Ning ·
2020: Chen Meng ·
2024: Chen Meng
1988: Yang Young-ja / Hyun Jung-hwa ·
1992: Deng Yaping / Qiao Hong ·
1996: Deng Yaping / Qiao Hong ·
2000: Li Ju / Wang Nan ·
2004: Zhang Yining / Wang Nan
2008: Guo Yue, Wang Nan, Zhang Yining ·
2012: Ding Ning, Guo Yue, Li Xiaoxia ·
2016: Ding Ning, Li Xiaoxia, Liu Shiwen ·
2020: Chen Meng, Sun Yingsha, Wang Manyu ·
2024: Chen Meng, Sun Yingsha, Wang Manyu